# Andy Powell
Andrew Powell, detto Andy (Stepney, 19 febbraio 1950), è un chitarrista e cantante britannico.
È conosciuto come membro del gruppo rock Wishbone Ash, da lui cofondato nel 1969.